# トヨタ・TF104
トヨタ・TF104はトヨタが2004年のF1世界選手権に投入したフォーミュラ1カー。デザイナーはグスタフ・ブルナー。

## 開発
TF104はブルナーがトヨタで設計した3作目のF1マシンであった。同車は前作TF103の「進化型」と考えられ、2002年のTF102から順に進化のステップを踏んだマシンであった。
TF104は発表の10ヶ月前から本格的に開発が始まった。発表時にブルナーは「TF103は高い競争力をもったパッケージであった。不幸にも我々はその性能すべてを引き出すことができなかった。論理的に、TF104はTF103の進化段階であるが、事実上TF104はTF103で使用した部分を共有しない点もある。我々はシャシーのあらゆる部分を改良し、あらゆる重要な内部コンポーネントを再設計した。我々は空力的にかなりの進歩を達成し、全体的に車重を軽量化し、シャシーの剛性を向上させた。」と語った。
この継続的なアプローチは多くの批評家から地味すぎると考えられ、そのことはTF104の総合的なパフォーマンスによって確認された。この事実は結局ブルナーのシーズン途中の解雇につながり、彼に代わってジョーダンおよびルノーでテクニカルディレクターを務めたマイク・ガスコインが加入した。
ガスコインは弱点の評価とチーム再生の能力に長け、すぐにTF104の改訂作業に取りかかった。

### TF104B
TF104Bのシャシーは革命的なものでは無かったが、ブルナーの設計における初期の概念的な欠点のいくつかを根絶しようと取り組まれたものであった。改良型のTF104BはドイツGPに投入され、いくつかの明白な成果を上げることができた。しかしながらその向上傾向にもかかわらずガスコインは2005年シーズン向けのTF105の開発に注力するため、TF104Bの開発を凍結した。

### RVX-04
- 気筒数 V型10気筒
- 排気量 2,998 cc
- スパークプラグ・バッテリー デンソー/パナソニック
- 燃料・潤滑油 エッソ

2004年レギュレーションによってエンジン寿命を400kmから800kmと倍に伸ばされた。

## パフォーマンス

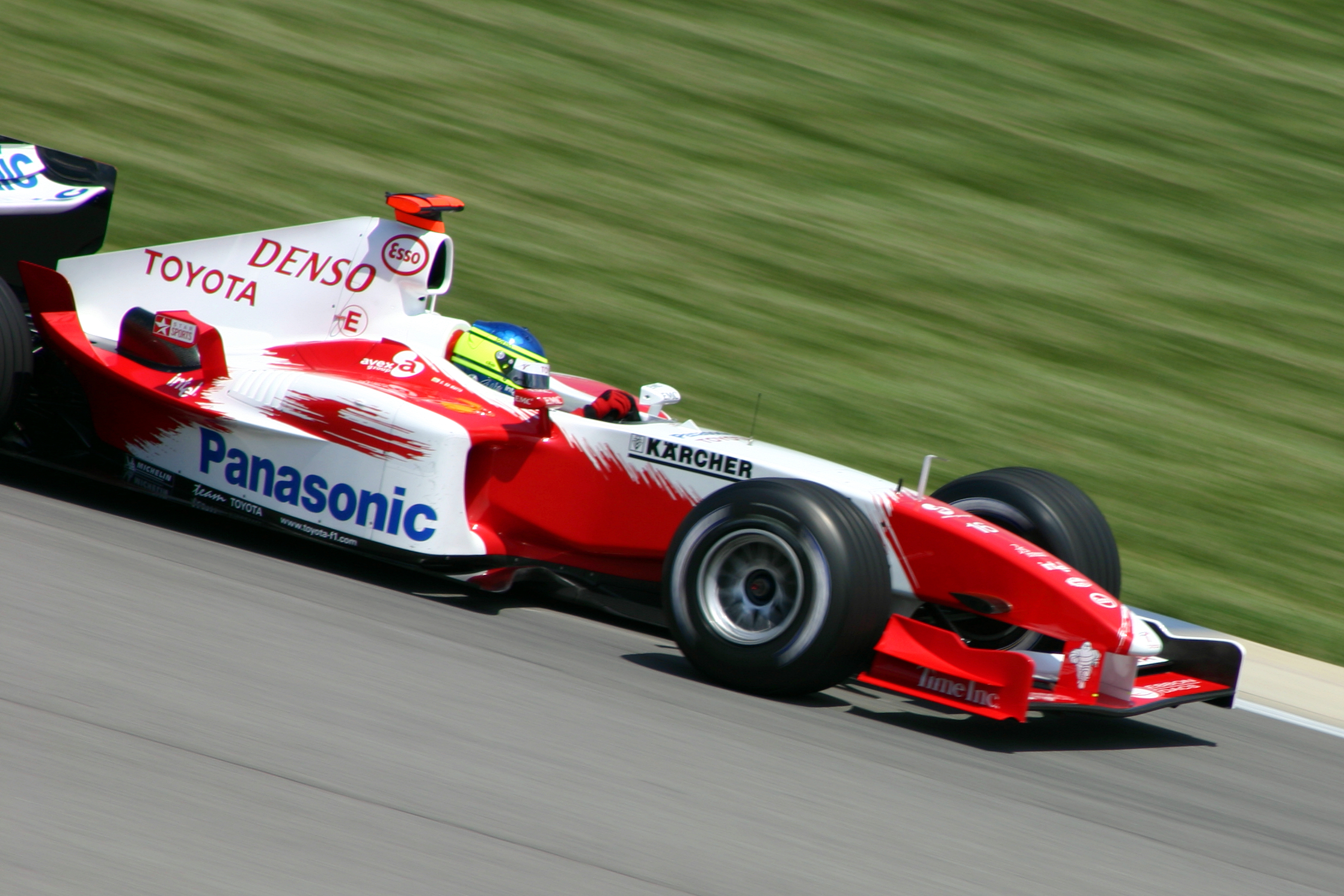
インディアナポリス・モーター・スピードウェイを走行するクリスチアーノ・ダ・マッタ

2004年シーズンは2003年同様オリビエ・パニスとクリスチアーノ・ダ・マッタというラインナップとなった。
TF104は優れたエンジンを搭載しながらもマシン自体のダウンフォースが不足しており、まともなダウンフォースを得ようとするとドラッグが増加しトップスピードが伸びないというジレンマを抱えていた。そんな問題を抱えながらもトップスピードを必要としないモナコGPでは、ダ・マッタが6位、パニスが8位とダブル入賞を果たした。カナダGPではダ・マッタが8位、パニスが10位に入るも、ブレーキダクトの違反により両者失格となった。アメリカGPでは、セッティングがハマりパニスが5位入賞を果たした。しかし、それ以降のレースではポイント獲得もままならず、デザイナーのブルナーがシーズン途中で解雇された。ドイツGPからTF104Bが投入されるが、チームを批判をしたことによりチームとの関係が悪化したダ・マッタは同グランプリをもって解雇された。これによりハンガリーGP以降はリカルド・ゾンタがマシンをドライブすることになる。ゾンタはベルギーGPで一時4位を走行する快走を見せたもののエンジンブローによりリタイアし(10位完走扱い)、パニスが8位入賞を果たした。日本GPからはルノーを解雇されたヤルノ・トゥルーリがゾンタに代わってドライブすることになる。しかし、同グランプリをもってパニスが引退を表明していたため、次戦ブラジルGPは再びゾンタがステアリングを握ることになった。
このようにシーズンを通してゴタゴタが続いていた。結局前年と同じくコンストラクターズランキングは8位に終わり、ポイントは10と前年より減った。

## F1における全成績
(key) （太字はポールポジション）
| 年     | ドライバー | 1   | 2   | 3   | 4    | 5    | 6   | 7    | 8     | 9    | 10  | 11   | 12   | 13   | 14  | 15   | 16   | 17  | 18  | ポイント | 順位 |
| ------ | ---------- | --- | --- | --- | ---- | ---- | --- | ---- | ----- | ---- | --- | ---- | ---- | ---- | --- | ---- | ---- | --- | --- | -------- | ---- |
| 2004年 |            | AUS | MAL | BHR | SMR  | ESP  | MON | EUR  | CAN   | USA  | FRA | GBR  | GER  | HUN  | BEL | ITA  | CHN  | JPN | BRA | 10       | 7位  |
| 2004年 | ダ・マッタ | 12  | 9   | 10  | Ret. | 13   | 6   | Ret. | DSQ.* | Ret. | 14  | 13   | Ret. |      |     |      |      |     |     | 10       | 7位  |
| 2004年 | パニス     | 13  | 12  | 9   | 11   | Ret. | 8   | 11   | DSQ.* | 5    | 15  | Ret. | 14   | 11   | 8   | Ret. | 14   | 14  |     | 10       | 7位  |
| 2004年 | ゾンタ     |     |     |     |      |      |     |      |       |      |     |      |      | Ret. | 10  | 11   | Ret. |     | 13  | 10       | 7位  |
| 2004年 | トゥルーリ |     |     |     |      |      |     |      |       |      |     |      |      |      |     |      |      | 11  | 12  | 10       | 7位  |

*カナダGPはレース後の車検でブレーキダクトの規定違反により失格